# Віллем-Олександр
Ві́ллем-Олекса́ндр, також Віллем-Александр (нід. Willem-Alexander der Nederlanden), повне ім'я Віллем-Олександр Клаус Георг Фердинанд (нід. Willem-Alexander Claus George Ferdinand; нар. 27 квітня 1967, Утрехт, Нідерланди) — король Нідерландів з 2013 року.

## Біографія
Перша дитина Принцеси Беатрікс і Принца Клауса. Після приведення його матері Беатрікс до королівської присяги 30 квітня 1980 року дістав титул Принц Оранський.

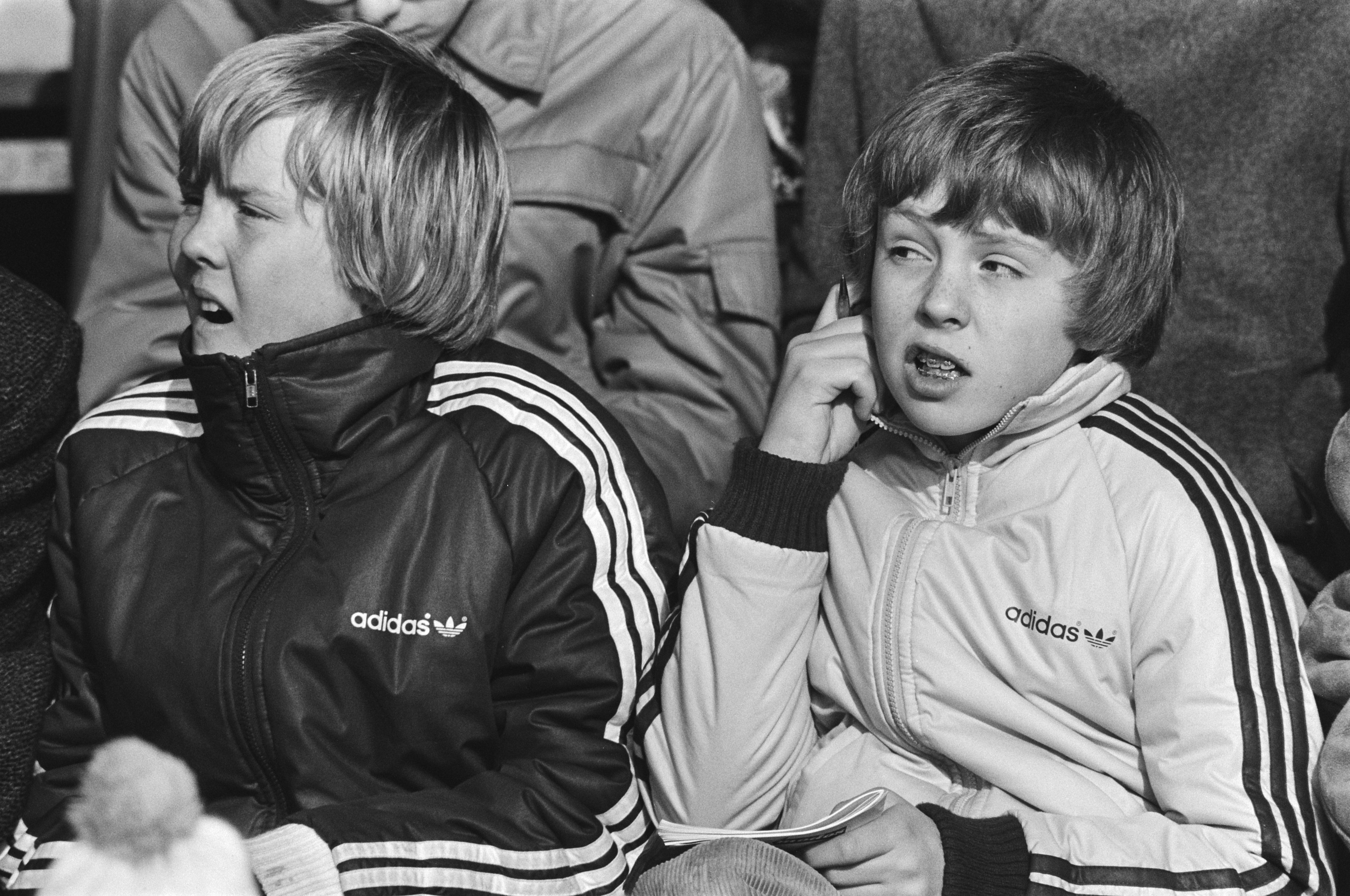
Принц Віллем-Олександр (ліворуч) зі своїм братом Фрізо у 1982 році

Його мати, колишня королева Нідерландів Беатрікс — прапраправнучка російського імператора Павла Першого. Його батько Клаус фон Амсберг — німецький аристократ, дипломат та громадський діяч. Дитинство Віллема-Олександра і двох його братів — принца Йогана Фрізо (1968–2013) та принца Костянтина (1969) пройшло в сімейному замку — Дракенстейн.
Віллем-Олександр за освітою історик, закінчив Лейденський університет (1987–1993). Проходив стажування в усяких державних установах і в армії. Має військові звання в Королівських Сухопутних військах, Королівському Військово-морському флоті і Королівських Військово-Повітряних силах. Був ад'ютантом Особливої Служби Її Величності Королеви. В 1985 році, по досягненні вісімнадцятиріччя, отримав місце в Державній Раді. Представляв Королівський Дім на офіційних заходах в Нідерландах і за кордоном. Крім того, проводив робочі візити в провінції, муніципалітети і громадські організації.
28 січня 2013 року королева Нідерландів Беатрікс сповістила по національному телебаченню, що зречеться престолу 30 квітня 2013 року на користь старшого сина, спадкоємця престолу Віллема-Олександра, принца Оранського.
30 квітня 2013 року принц Оранський вступив на престол і став королем; він обрав подвійне тронне ім'я (хоча існувало припущення, що він буде титулуватися Віллемом IV). Віллем-Олександр став першим чоловіком на нідерландському престолі за 123 роки. Його дружина, принцеса Оранська Максима, стала королевою Нідерландів, а їхня старша донька, принцеса Катаріна-Амалія — спадкоємицею престолу і принцесою Оранською.

## Сімейне життя

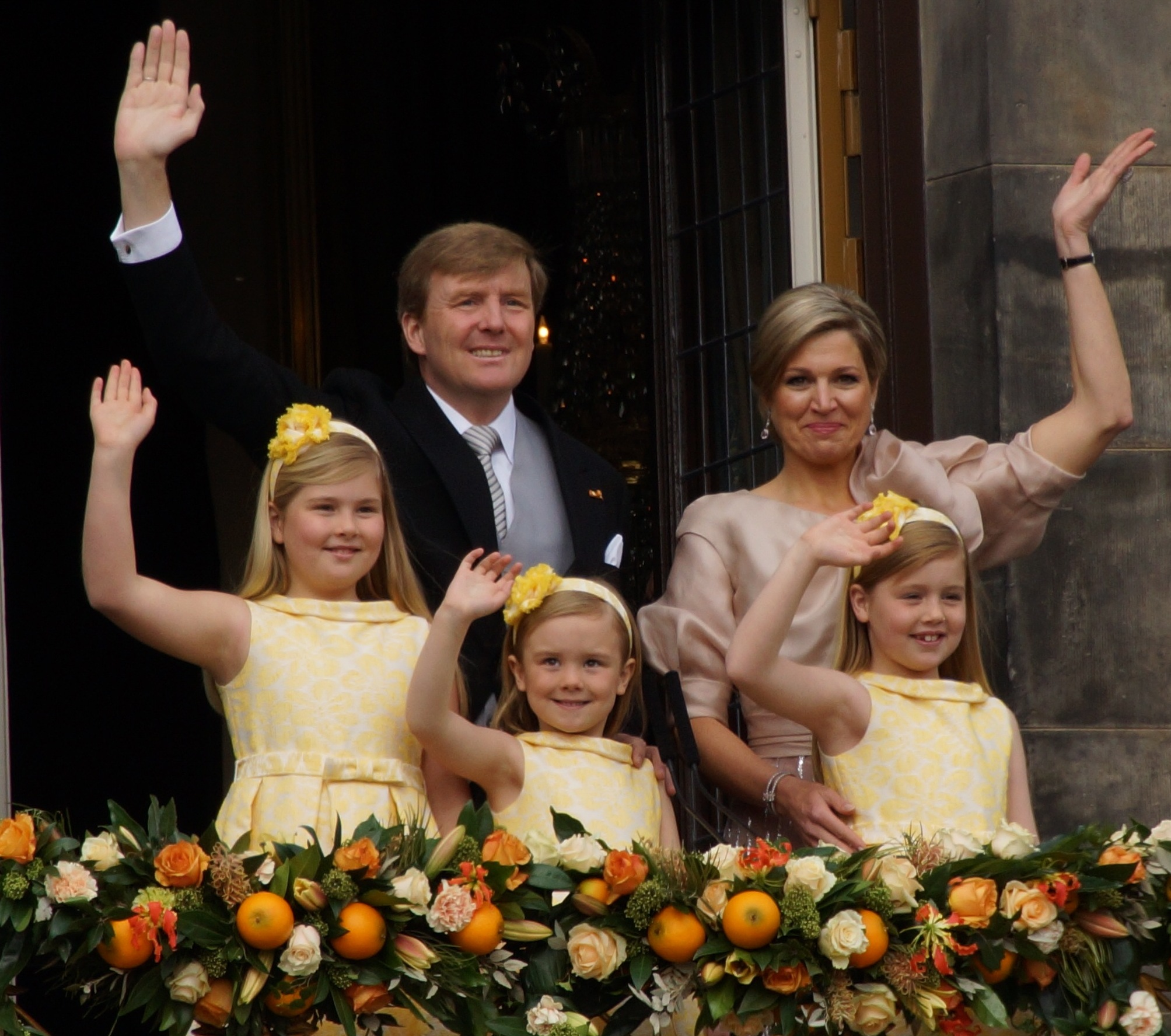
Віллем-Олександр з дружиною Максимою і трьома дочками

31 березня 2001 року Беатрікс і принц Клаус сповістили про заручини найстаршого сина, принца Оранського Віллема-Олександра, й аргентинки Максими Соррег'єти.
2 лютого 2002 року відбулася спочатку цивільна церемонія одруження принца Оранського та Максими. Вона проходила в будівлі Старої Біржі (Beurs van Berlage). Проводив одруження бургомістр Амстердама Йоб Коген.
Згодом у той же день відбулася церемонія церковного одруження в храмі Нівекерк. Церковне одруження проводив єпископ C.A. тер Лінден. У службі спілкував аргентинський пастор Рафаель Браун. Служба проводилася нідерландською й почасти англійською та іспанською мовами. Максима внаслідок шлюбу дістала особистий титул Принцеса Нідерландів.
7 грудня 2003 року в госпіталі Bronovo в Гаазі в принца Віллема-Олександра та принцеси Максими народилася дочка — принцеса Катаріна-Амалія Беатрікс Кармен Вікторія. Її офіційні титули — принцеса Нідерландів, принцеса Оранська-Нассау. У лінії успадкування престолу вона йде відразу за батьком.
Принцеса Алексія Юліана Марсела Лаурентін, середня дочка Віллема-Олександра і Максими, народилася 26 червня 2005 року. Принцеса Алексія — друга в лінії успадкування престолу.
З 2003 року принц Віллем-Олександр та принцеса Нідерландів Максима з дітьми живуть в маєтку Villa Eikenhorst в селі Вассенаар.
25 вересня 2006 року королівський палац офіційно сповістив про те, що принц Оранський і принцеса Максима сподіваються народженню третьої дитини в квітні 2007 року. 10 квітня 2007 в госпіталі Bronovo в Гаазі у Віллема-Олександра і Максими народилася третя дочка — принцеса Аріана Вільгельміна Максима Інес. Принцеса була четвертою в лінії успадкування престолу, а після вступу на престол батька стала третьою.

## Громадська діяльність
Особливу увагу Віллем-Олександр приділяє такій галузі, як гідротехніка. Він активний учасник міжнародних конгресів і симпозіумів, присвячених цій темі. Є почесним членом Всесвітньої Водної Комісії XXI століття (World Commission on Water for the 21 Century) і покровителем організації «Загальне Партнерство з питань водного господарства» (Global Water Partnership). Під його керівництвом проводився Другий Водний Світовий Форум в березні 2000 року в Гаазі.

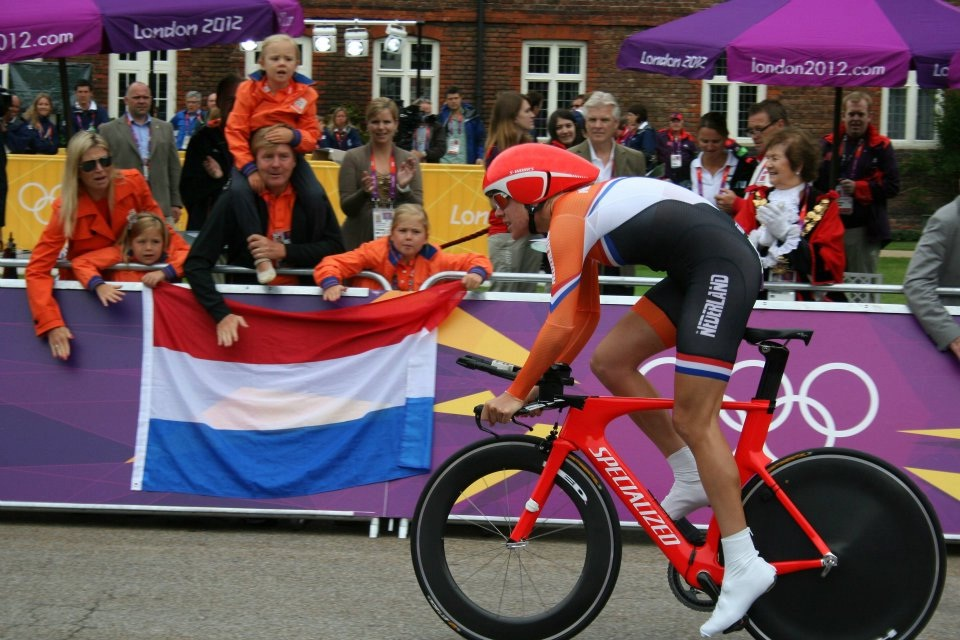
Віллем-Олександр з родиною на Олімпійських іграх 2012 року, де підтримують нідерландську велогонщицю Еллен ван Дайк

Любить спорт, з 1986 по 1992 постійно брав участь в Нью-Йоркському марафоні. З 1998 року і до вступу на престол був членом Міжнародного олімпійського комітету.

### Робота вМіжнародному олімпійському комітеті
З 1998 року — член Міжнародного олімпійського комітету.
З 1999 по 2003 — член комісії МОК з олімпійської солідарності.
У 2002 — член комісії МОК по завершенні реформи МОК 2000 року.
У 2003 — 2010 член оціночної комісії XXI Зимових Олімпійських ігор 2010 року
2003 — 2010 член Координаційної комісії зимових Олімпійських ігор 2010 року в Ванкувері
2007 — 2013 член Координаційної комісії XXII зимових Олімпійських ігор у Сочі 2014 року
2017 року Віллем-Олександр в інтерв'ю газеті De Telegraaf зізнався що після сходження на престол він регулярно (двічі на місяць) інкогніто працював другим пілотом на пасажирських рейсах KLM Cityhopper, дочірньої компанії KLM.

## Народне визнання
Щорічне опитування 2024 року, опубліковане NOS до Дня короля, показало, що популярність Віллема-Олександра незначно зросла з минулого року до 6,6 з 10. Його дружина, королева Максима, набрала 7,1 з 10 в опитуванні, проведеному за участю 1015 осіб.